# Lauridromia
Lauridromia is een geslacht van kreeftachtigen uit de klasse van de Malacostraca (hogere kreeftachtigen).

## Soorten
- Lauridromia dehaani (Rathbun, 1923)
- Lauridromia intermedia (Laurie, 1906)